# Домашний чемпионат Великобритании 1975/1976
Домашний чемпионат Великобритании 1975/76 (англ. 1975–76 British Home Championship), или Домашний международный чемпионат 1975/76 (англ. 1975–76 Home International Championship) — восемьдесят первый розыгрыш Домашнего чемпионата, футбольного турнира с участием сборных четырёх стран Великобритании (Англии, Шотландии, Уэльса и Северной Ирландии). Победу в турнире одержала сборная Шотландии.
Турнир начался 6 мая 1976 года в Глазго, когда Шотландия обыграла Уэльс со счётом 3:1. Два дня спустя Уэльс в Кардиффе с минимальным счётом (0:1) уступил Англии, а Шотландия в Глазго разгромила Северную Ирландию (3:0). 11 мая англичане в Лондоне разгромили североирландцев со счётом 4:0. 14 мая Уэльс в Суонси одержал победу над Северной Ирландией (1:0), а на следующий день шотландцы на «Хэмпден Парк» обыграли англичан в пятисотом официальном матче сборной Англии со счётом 2:1. Оба своих гола шотландцы забили после ошибок вратаря англичан Рэя Клеменса, который считал эту игру худшей в своей карьере.

## Турнирная таблица
| Поз | Команда           | И | В | Н | П | МЗ | МП | РМ | О |
| --- | ----------------- | - | - | - | - | -- | -- | -- | - |
| 1   | Шотландия (Ч)     | 3 | 3 | 0 | 0 | 8  | 2  | +6 | 6 |
| 2   | Англия            | 3 | 2 | 0 | 1 | 6  | 2  | +4 | 4 |
| 3   | Уэльс             | 3 | 1 | 0 | 2 | 2  | 4  | −2 | 2 |
| 4   | Северная Ирландия | 3 | 0 | 0 | 3 | 0  | 8  | −8 | 0 |

## Результаты матчей
| Шотландия                            | 3:1     | Уэльс               |
| ------------------------------------ | ------- | ------------------- |
| - Петтигру 39′ - Риох 44′ - Грей 69′ | (отчёт) | Гриффитс 61′ (пен.) |

| Уэльс | 0:1     | Англия     |
| ----- | ------- | ---------- |
|       | (отчёт) | Тейлор 59′ |

| Шотландия                                | 3:0     | Северная Ирландия |
| ---------------------------------------- | ------- | ----------------- |
| - Геммилл 23′ - Массон 47′ - Далглиш 52′ | (отчёт) |                   |

| Англия                                             | 4:0     | Северная Ирландия |
| -------------------------------------------------- | ------- | ----------------- |
| - Фрэнсис 35′ - Ченнон 36′ (пен.) 77′ - Пирсон 60′ | (отчёт) |                   |

| Уэльс      | 1:0     | Северная Ирландия |
| ---------- | ------- | ----------------- |
| Джеймс 24′ | (отчёт) |                   |

| Шотландия                  | 2:1     | Англия     |
| -------------------------- | ------- | ---------- |
| - Массон 18′ - Далглиш 49′ | (отчёт) | Ченнон 11′ |

## Победитель
| Победитель Домашнего чемпионата 1975/76 |
| Шотландия Сороковой титул               |

## Бомбардиры
- 3 гола
  -  Мик Ченнон

- 2 гола
  -  Кенни Далглиш
  -  Дон Массон

- 1 гол
  -  Стюарт Пирсон
  -  Питер Тейлор
  -  Джерри Фрэнсис
  -  Арфон Гриффитс[англ.]
  -  Лейтон Джеймс
  -  Арчи Геммилл
  -  Эдди Грей
  -  Вилли Петтигру
  -  Брюс Риох